# قاتل الأغنام (فلم)
قاتل الأغنام (بالإنجليزية: Killer of Sheep) فيلم درامي أمريكي لعام 1978 حرره وصوره وكتبه وأنتجه وأخرجه تشارلز بورنيت. تم تصويره بشكل أساسي في عامي 1972 و 1973. كان الفيلم في الأصل أطروحة ماجستير في الفنون الجميلة تقدم بها بورنيت إلى مدرسة "اكلا UCLA School of Film" للسينما في عام 1977. الفيلم من تمثيل جي ساندرز وكيسي مور وتشارلز براسي، ويصور الفيلم ثقافة الأمريكيين الأفارقة في المناطق الحضرية في منطقة واتس في لوس أنجلوس بأسلوب غالبًا ما يشبه الواقعية الإيطالية الجديدة. وصفت الناقدة دانا ستيفنز حبكة الفيلم بأنها "مجموعة من المقالات القصيرة التي ترتبط ارتباطًا وثيقًا لدرجة تجعلك تشعر أحيانًا وكأنك تشاهد فيلمًا غير روائي، لا توجد أفعال أو حبكة درامية أو تطور للشخصيات.

## طاقم التمثيل
- هنري جي ساندرز: في دور ستان
- كيسي مور: في دور زوجة ستان
- تشارلز براسي: في دور براسي
- أنجيلا بورنيت: في دور ابنة ستان
- يوجين الكرز: في دور يوجين
- جاك دروموند: في دور ابن ستان[4]

## عرض الأحداث
نتابع المناظر الطبيعية الجميلة ومجموعة من الأولاد يقذفون الحجارة ويضربون بعضهم البعض بدافع القلق (ويسرق اثنان منهم جهاز تلفزيون عرضًا)؛ فتاة صغيرة تغني لدميتها (وترتدي، لبعض الوقت، قناع الكلب المتدلي من عتامة مقلقة)؛ حي فقير في مدينة أمريكية، حيث اثنين من العمال، أحدهم هو ستان (هنري جايل ساندرز)، الذي يرهق نفسه ويحاول إعالة زوجته (كيسي مور) وطفليه. الزوجة الجميلة مثيرة لرجلها، لكنه متعب جدًا لدرجة أنه لا يريدها مرة أخرى. ستان هو قاتل حقيقي للأغنام، يعمل لساعات طويلة في مسلخ تجاري في واتس بولاية لوس أنجلوس. تؤثر المذبحة اليومية على حياته المنزلية، ويحترم الرجال المستخدمين وكذلك الحيوانات التي تم إعدامها. يحاول بعض الأصدقاء إشراك ستان في مؤامرة إجرامية، وتقترح امرأة بيضاء على ستان العمل في متجرها، ويحاول ستان وصديقه براسي شراء محرك سيارة. تظهر الحياة التي يشعر فيها ستان بأنه غير قادر على التأثير في مجرى حياته. الفيلم يدور حول الأسئلة: من هم الحملان الحقيقية؟ ومن هي تلك الأرواح التي تقتل؟

## الإنتاج
تم تصوير الفيلم في واتس بميزانية تقل عن 10000 دولار أمريكي (38000 دولار أمريكي في عام 2016) على مدار عام تقريبًا من عطلات نهاية الأسبوع في 1972 و 1973، مع تصوير إضافي في عام 1975. قدم بورنيت في عام 1977، الفيلم كرسالة ماجستير في الفنون الجميلة في كلية السينما بجامعة كاليفورنيا، لوس أنجلوس. قال بورنيت إنه كان ينوي أيضًا جعل الفيلم تاريخًا للموسيقى الأمريكية الأفريقية وملئه بموسيقى من مجموعة متنوعة من الأنواع والعصور المختلفة. احتفظ بورنيت أيضًا بوظيفة مستقرة أثناء التصوير، وقضى وقته في العمل في وكالة لقراءة النصوص والموجزات.

## استقبال الفيلم
حصل الفيلم على جائزة النقاد في مهرجان برلين السينمائي الدولي  وحصل على استحسان في مهرجان تورنتو السينمائي الدولي، إلا أنه لم يشهد إصدار واسع في دور العرض بسبب التعقيدات في تأمين حقوق الموسيقى للأغنيات الـ22 الموجودة في الموسيقى التصويرية، والتي تضمنت أسماء كبيرة مثل دينا واشنطن، وبول روبسون، ولويس أرمسترونج، وفريق أيرث ويند آند فير Earth, Wind and Fire.
ظل الفيلم مختفياً لما تقرب من 30 عامًا، وحصل على الكثير من الثناء النقدي والأكاديمي واكتسب سمعة باعتباره كلاسيكية مفقودة. لم يفز الفيلم بأي جائزة إلا بعد أربع سنوات من طرحه، بعد أن اضطر إلى الانتظار أربع سنوات حتى يتم إصداره.
منح موقع الطماطم الفاسدة الفيلم تقييم مقداره 97%، وكتب الإجماع النقدي للموقع: «من خلال الأدوار المضحكة والحزينة والعميقة، يقدم الفيلم لمحة متعاطفة وإنسانية عن الحياة داخل المدينة».
شبّه النقاد والعلماء الفيلم بعمل المخرجين الإيطاليين الجدد، ولا سيما فيتوريو دي سيكا وروبرتو روسيليني، من أجل جمالية الفيلم الوثائقي واستخدامه لممثلين غير محترفين في الغالب في الموقع. تمت مقارنة بورنيت مع ياسوجيرو أوزو بسبب إحساسه القوي بالتكوين، وستانلي كوبريك لأذنه الحادة لمزج الموسيقى الشعبية بالصور، وجون كاسافيتس وموهبة في إقناع الممثلين الهواة بالأداء الطبيعي، وروبرت ألتمان لاهتمامه بتفاصيل التفاعل البشري، وتأثيرات بورنيت المعلنة عن نفسها هي جان رينوار، وباسل رايت، وفيدريكو فيليني، وجميعهم يجسدون الصفات الرقيقة والإنسانية والعاطفية التي يهتم بها بورنيت، والصفات موجودة بشكل مكثف في الفيلم.
أشار الناقد أندرو أوهير إلى التأثيرات القوية لجان رينوار، وروبرتو روسيليني،  د ساتياجيت راي، حيث قال: «من الصعب المبالغة في التأكيد على مدى غرابة وطموح وخروج بورنيت تمامًا عن السياق بالنسبة لصانع أفلام حضري أسود ليس لديه مال ولا سمعة لإنتاج هذا النوع من الأفلام في عام 1977».
صنفت مجلة أمبير في عام 2008، «قاتل الأغنام» في المرتبة 398 من بين أعظم 500 فيلم في كل العصور. اختارت الجمعية الوطنية لنقاد السينما «قاتل الأغنام» كواحد من 100 فيلم أصولي، وفي عام 1990، اختارته مكتبة الكونجرس للاحتفاظ به في السجل الوطني للفيلم بالولايات المتحدة لكونه «مهمًا ثقافيًا أو تاريخيًا أو جماليًا».
ظهر الفيلم في قوائم أفضل عشرة نقاد لأفضل أفلام عام 2007.

## روابط خارجية
- مقالات تستعمل روابط فنية بلا صلة مع ويكي بيانات